# Premiership Rugby 2005-06
La Liga de Inglaterra de Rugby 15 2005-06, más conocido como Guinness Premiership 2005-06 (por razones comerciales) fue la decimonovena edición del torneo más importante de rugby de Inglaterra.

## Formato
El torneo se disputó en dos etapas, la primera una fase regular en donde cada equipo se enfrentó en condición de local y de visitante a cada uno de sus rivales, posteriormente los cuatro mejores equipos clasificaron a la postemporada, enfrentándose en eliminaciones directas comenzando desde las semifinales. 
El último clasificado de la fase regular descendió al RFU Championship.

## Desarrollo

### Fase regular
| Pos. | Equipo             | Encuentros | Encuentros | Encuentros | Encuentros | Tantos | Tantos | Tantos | PB | PB | Puntos |
| Pos. | Equipo             | PJ         | PG         | PE         | PP         | F      | C      | Dif    | BO | BD | Puntos |
| ---- | ------------------ | ---------- | ---------- | ---------- | ---------- | ------ | ------ | ------ | -- | -- | ------ |
| 1.º  | Sale Sharks        | 22         | 16         | 1          | 5          | 573    | 444    | 129    | 6  | 2  | 74     |
| 2.º  | Leicester Tigers   | 22         | 14         | 3          | 5          | 518    | 415    | 103    | 5  | 1  | 68     |
| 3.º  | London Irish       | 22         | 14         | 0          | 8          | 493    | 454    | 39     | 6  | 4  | 66     |
| 4.º  | London Wasps       | 22         | 12         | 3          | 7          | 527    | 447    | 80     | 7  | 3  | 64     |
| 5.º  | Gloucester         | 22         | 11         | 1          | 10         | 483    | 385    | 98     | 4  | 9  | 59     |
| 6.º  | Northampton Saints | 22         | 10         | 1          | 11         | 464    | 488    | −24    | 4  | 7  | 53     |
| 7.º  | Newcastle Falcons  | 22         | 9          | 1          | 12         | 416    | 433    | −17    | 3  | 6  | 47     |
| 8.º  | Worcester Warriors | 22         | 9          | 1          | 12         | 451    | 494    | −43    | 3  | 6  | 47     |
| 9.º  | Bath               | 22         | 9          | 1          | 12         | 441    | 494    | −53    | 3  | 5  | 46     |
| 10.º | Saracens           | 22         | 8          | 1          | 13         | 433    | 483    | −50    | 5  | 7  | 46     |
| 11.º | Bristol Bears      | 22         | 8          | 1          | 13         | 393    | 445    | −52    | 0  | 7  | 41     |
| 12.º | Leeds Tykes        | 22         | 5          | 0          | 17         | 363    | 573    | −210   | 1  | 7  | 28     |

|  | Semifinalistas.                 |
|  | Descendido al RFU Championship. |

### Postemporada

#### Semifinal
| 14 de mayo de 2006 | Sale Sharks | 22 - 12 | London Wasps |  |  |

| 14 de mayo de 2006 | Leicester Tigers | 40 - 8 | London Irish |  |  |

#### Final
| 27 de mayo de 2006 | Sale Sharks | 45 - 20 | Leicester Tigers |  |  |

| Bandera de Inglaterra |
| Campeón Sale Sharks   |
| Primer título         |